# イーリエンヴォールト
イーリエンヴォールト（ドイツ語: Ihlienworth、ドイツ語発音: [ˌiːli̯ən'vɔ:ʁt]、低地ドイツ語: Helnnworth）は、ドイツ連邦共和国ニーダーザクセン州クックスハーフェン郡ザムトゲマインデ・ラント・ハーデルンに属す町村（以下、本項では便宜上「町」と記述する）である。イーリエンヴォールトでは、面積約 40 km2 に約1,600人が住んでいる。このレジャー地はオッテルンドルフとバート・ベーダーケーザ（ゲーストラントの市区）との間に位置している。

## 地理

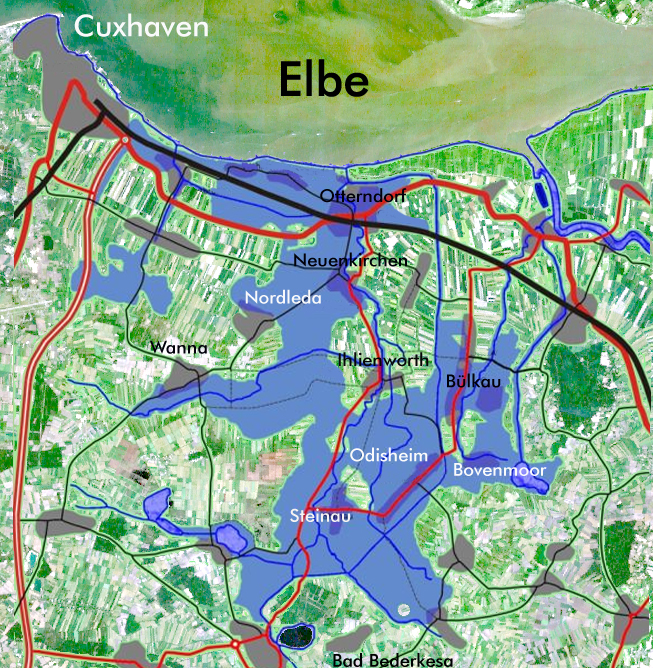
オッテルンドルフのグラマイヤー・シュタックの堤防が決壊して、4.5 m の「小規模な」洪水が起こった際の浸水地域（青色部分）

### 位置
イーリエンヴォールト集落は人口の集落丘陵（ヴルト）上に位置している。その他の集落は典型的な列村である。
エルベ川河口および北海に近いことから最大海抜 1 m のこの町は、高潮で堤防が損傷した場合には広範囲が水没する危険性がある。起こりうるシナリオがグラマイヤー・シュタックの論文に記載されている。
メデム川は、イーリエンヴォールトに水源があり、町内で左岸側からエンメルケ川が注ぎ込む。

### 自治体の構成
- メデムシュターデ
- ミスラーク
- オスター＝イーリエンヴォールト
- シュトラースダイヒ
- ヴェスター＝イーリエンヴォールト（ハーゼンドルフ、ミッテルタイル、ヴェスターエンデを含む）

### 隣接する市町村
イーリエンヴォールトは、北はノイエンキルヒェンおよびオースターブルーフ、東はビュルカウ、南東はオーディスハイム、南はシュタイナウ、西はヴァナ、北西はノルトレーダと境を接している。

## 歴史
イーリエンヴォールトの聖ヴィルハーディ教会は、この地域の最も古い教会の1つで、聖ヴィレハトに献堂されている。このため、この聖人はカール大帝のザクセン人征服後にここで布教活動を行っていたと推測される。最初の文献記録は1139年に Illingstede と表記されているが、その少し後には Elingewerh と記載されている。1185年にはエンメルケ川沿いに「オランダ農場」があったことが記されている。沼地の多いハドラー・ジートラントの開墾は、明らかにこの時点でほぼ完了していた。
中世以降イーリエンヴォールトは、5つの教区（イーリエンヴォールト教区、シュタイナウ教区、オーディスハイム教区、ヴァナ教区、ジューダーレーダ教区）の主邑であった。ジューダーレーダの礼拝堂廃止後、ジートラントの教区は4つとなったが、1481年以降イーリエンヴォールト教区は、オスター＝イーリエンヴォールトとヴェスター＝イーリエンヴォールトに分割された。ただし、ジートラントという概念は18世紀に初めて生じた。
ジートラントは水に強く依存しているため、各農場は作業のために小舟を持っていた。
イーリエンヴォールト、シュタイナウ、オーディスハイムは1970年にザムトゲマインデ・ジートラントとして統合された。その2年後にヴァナもこれに加わった。イーリエンヴォールトはこのザムトゲマインデの行政機関所在地であった。

### 地名
この集落の古い表記としては、1139年頃 Illingstede、1230年 Jlingiworth、1306年 Ilegenworth、1355年 Ilingeworth がある。
イーリエンヴォールトは人口の集落丘陵上に位置している。元々この集落の名前は Ylingi であった。その後 -worth という表記が現れ、2つの表記が混同されるようになった。そして単独の集落ではなく、大きな村の概念を表すために Ylingi-wort は、Ilingawort に置き換えられた。この地名は、人名の Ilo または語尾に -ing をつけて、「イロのジッペの集落」または「イリングの集落」を意味した。

### 人口推移
| 年   | 人口（人） |
| ---- | ---------- |
| 1885 | 02,044 a   |
| 1910 | 01,855 b   |
| 1933 | 1,697      |
| 1939 | 1,686      |
| 1950 | 3,056      |
| 1987 | 1,885      |
| 1992 | 1,892      |
| 1997 | 1,875      |
| 2002 | 1,763      |
| 2007 | 1,705      |
| 2011 | 1,643      |
| 2015 | 1,588      |
| 2018 | 1,539      |

a オスター・イーリエンヴォールト: 768、ヴェスター・イーリエンヴォールト: 1,276
b オスター・イーリエンヴォールト: 666, ヴェスター・イーリエンヴォールト: 1,189
出典: 1885 、1910 、1933–1939  1950 1987年以降はいずれも12月31日時点の数値である。

## 行政

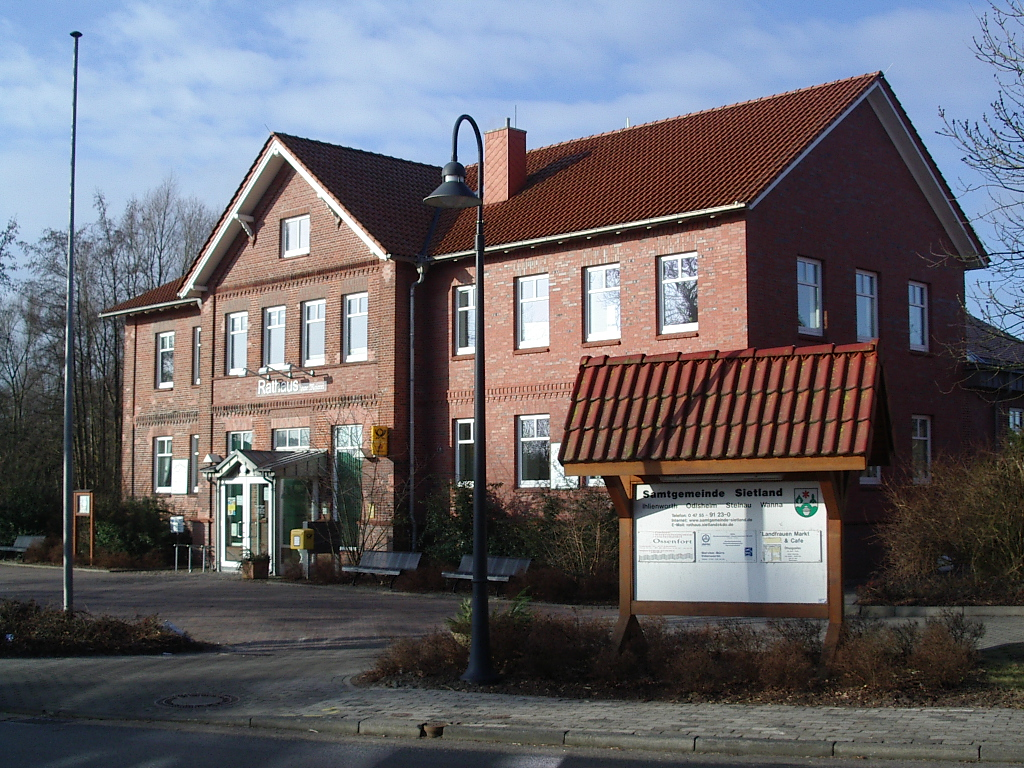
町役場

### 議会
イーリエンヴォールトの町議会は、11人の議員で構成されている。これは人口 1,001人から2,000人のザムトゲマインデに属す町村の議員定数である。議員は5年ごとに住民の選挙で選出される。

### 首長
町議会は、議員のホルスト＝クリスティアン・デック（CDU）を任期中の名誉職の市長に選出した。

### 紋章
イーリエンヴォールトの紋章のデザインは、ベルギー生まれで、後にオッテルンドルフに住んだ紋章研究者で、紋章デザイナーの Albert de Badrihaye が行った。彼は、クックスハーフェン郡全域の紋章をデザインした。イーリエンヴォールトの町議会の決議に基づき町長が申請していた紋章の使用権は、1939年2月3日に当時のハノーファー州知事から授与された。
図柄: 銀地。緑の三峰の山の上に、3本の赤い棒を組み合わせて構成された6つの突起がある星形。
解説: ルーン文字のハガルにあたる 6つの突起がある星形と、ヴルト（集落丘陵）を表す三峰の山は、議論の余地はあるが、地名の「ハイリゲ・ヴォールト」を象徴的に意味しているとされる。

## 文化と見所

聖ヴィルハーディ教会

### 建築物

#### 聖ヴィルハーディ教会
町の中央、メデム川に接する大きなヴルトの上にラント・ハーデルンで最も古い教会がある。多くの農民が船で教会にやって来たため、そのための施設を有している。最も古いことを裏付ける文献はないが、その名称から推測されている。聖ヴィレハトは、8世紀にラント・ハーデルンのアングロサクソン人として神の言葉を説き、初代ブレーメン司教となった人物である。現在の荒石で造られた13世紀のロマネスク様式で建設された建物に、1785年に窓が拡大され現在の外観となった。木造天井、内陣室、長堂には蔓装飾と紋章が描かれ、ハーデルンの教会に典型的な外観を与えている。こうした彩色は、17世紀の原画に基づき、教会画家エーベリングによって1904/5年に修復されたものである。ヴィレハトの生涯と新約聖書に基づく絵画が15世紀のゴシック様式による有翼祭壇に描かれている。1671年に17人の教会の信者によって寄進された講壇は、ハーデルンではよく知られているオッテンドルフの彫刻家ユルゲン・ハイトマンによって仕上げられた。真鍮の水盤を持つ砂岩製の洗礼盤は1717年に作成された。オルガンに関してはあまり多くは知られていない。1730年頃に前面管が制作され、19世紀に作り直されたことが判っているだけである。ハーデルンでは典型的な、独立した木製の鐘楼である教会塔が教会の景観をまとめている。

### 芸術・環境プロジェクト
ニーダーザクセン州環境大臣ハンス＝ハインリヒ・ザンダーの後援の下、2004年にイーリエンヴォールトで「RE-ART ONe」プロジェクトが開始された。かつてのリサイクル工場で、ハイデルベルクのコンセプトアーチスト、サムエル J. フライナーの主導の下、廃棄物を素材とした芸術作品（アルテ・ポーヴェラおよびリサイクリング芸術）の制作に12カ国から35人の芸術家が参加した。展示は2005年に、「国連持続可能な発展のための教育10年」における世界最初の芸術プロジェクトとして開催された。その結果、この芸術ショーはサンフランシスコでの世界環境デーにおけるドイツからの出展作品となり、数か月間市庁舎に展示された。続いてデッサウの新しい連邦環境局における最初の芸術展示、さらにその後国連環境機関 (UNEP) にケニア、ナイロビへ招待された。やがて参加する芸術家は15カ国、50人に増加した。ナイロビでは2006年に国連ナイロビオフィス (UNON) のメインロビーに展示された。開幕には、UNEP事務局長クラウス・テプファーとともに、ケニアの友人でノーベル賞受賞者のワンガリ・マータイや国連ハビタットの責任者アンナ・ティバジュカが参加した。この展覧会にはのべ3万人以上が訪れた。RE-ART ONe は2008年には「ドバイ・スーパー・サプライズ」フェスティバルへのドイツの出展物となった。オープニングセレモニーにはアラブ首長国連邦の環境大臣 H. E. ラシード・アフメド・ビン・ファハドやドイツ連邦共和国総領事代理で文化外交使節のハンス＝ブルクハルト・ザウエルタイクが参加した。6つのテレビ局、約1ダースもの報道カメラマン、ラジオ・アラビアが開幕を報道するなどメディアの大きな反響があった。
この成功したプロジェクトの後継プロジェクトとして2007年に「気候変動の芸術」、2009年に「アート・サステナブル UNO」が行われた。「アート・サステナブル UNO」はドイツ UNESCO 委員およびニーダーザクセン州環境大臣ハンス＝ハインリヒ・ザンダー、バーデン＝ヴュルテンベルク州環境大臣ターニャ・ゲナーの後援で実施され、「持続可能性」という概念を直接的な体験に変えた。「アート・サステナブル UNO」は連邦環境省でも開催され、ボンでのUNESCO継続可能な開発のための教育国際会議の文化的参加プログラムとなった。この他に連邦芸術ホールや連邦環境省で行われ、連邦政府の「継続可能性の対話」プロジェクトにつながった。

### 年中行事
- ジートラントの小舟祭
- ホルツマルクト（直訳: 材木市）

## 経済と社会資本

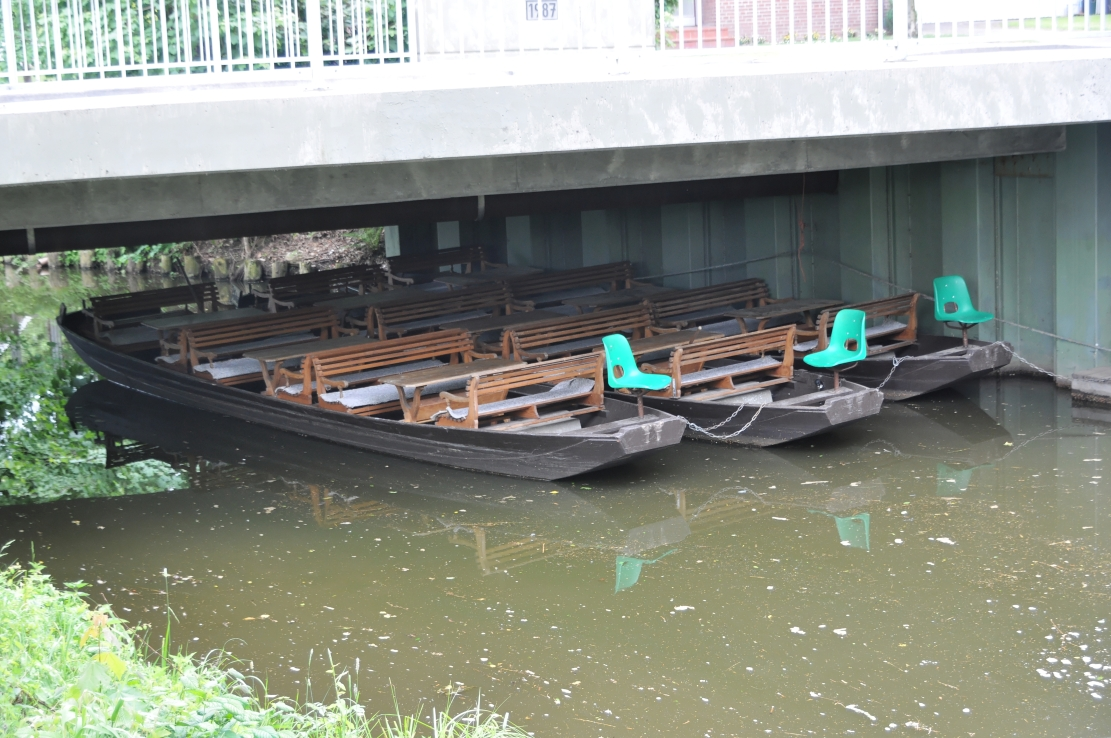
メデム川ツアーのための小舟

イーリエンヴォールトは、地方地域計画上、基本中心の機能を担っている。
観光の面では、メデム川やその他の水面の水上観光が重要である: たとえば、小舟ツアー、ボートツアー、カヌーツアー、釣りなどである。

## 関連文献
- Giesela Tiedemann (April 2017). Männer vom Morgenstern, Heimatbund an Elb- und Wesermündung e. V. (Hrsg.). ed. “Kein Raum in der Herberge. Das Herbergswesen im Land Hadeln”. Niederdeutsches Heimatblatt (Nordsee-Zeitung GmbH) 808:  2.

この文献は、翻訳元であるドイツ語版の参考文献として挙げられていたものであり、日本語版作成に際し直接参照してはおりません。